# Salvia interrupta
Salvia interrupta là một loài thực vật có hoa trong họ Hoa môi. Loài này được Schousb. miêu tả khoa học đầu tiên năm 1800.